# Riochiquense
El Riochiquense o SALMA Riochiquense (del  inglés South American land mammal ages) es una edad mamífero de América del Sur, división establecida para definir una escala geológica de tiempo para la fauna de mamíferos sudamericanos. Su límite inferior se sitúa en los 57 Ma, mientras que su límite superior se ubica en los 54 Ma. Corresponde al Paleoceno tardío.
Su nombre se relaciona al río Chico, antiguo afluente del río Chubut, en el centro-este de la provincia del Chubut, en el centro-oeste de la Patagonia argentina.

## Sucesión de las edades mamífero de América del Sur
| Predecesor: Itaboraiense | Riochiquense Edades mamífero de América del Sur | Sucesor: Casamayorense |